# Marco Reus
Marco Reus (pronunție în germană [ʁɔʏ̯s]; n. 31 mai 1989, Dortmund) este un fotbalist german, care joacă pe post de mijlocaș lateral sau mijlocaș ofensiv la LA Galaxy în Major League Soccer. Pe plan internațional, are prezențe la națională pentru Germania și Germania Sub-21⁠(d). și naționala Germaniei. Reus  este cunoscut pentru versatilitate, viteză și tehnică. Franz Beckenbauer a spus despre Mario Götze și despre Reus că formează cel mai bun duo de mijlocași ofensivi din fotbalul german.
Reus și-a petrecut cariera de tineret la Borussia Dortmund, înainte de a pleca la Rot Weiss Ahlen. S-a alăturat echipei Borussia Mönchengladbach în 2009 și a avut cel mai de succes sezon al său la club în 2012, marcând 18 goluri și oferind 12 pase decisive în Bundesliga, ajutând Mönchengladbach să-și asigure un loc în Liga Campionilor UEFA din sezonul următor.
Reus s-a întors la clubul său natal, Borussia Dortmund, câștigătoare a două titluri consecutive în Bundesliga, după sezonul 2011-2012. Cu clubul, Reus a câștigat DFB-Pokal în 2017 și 2021, DFL-Supercup în 2013 și 2019 și a ajuns în finala Ligii Campionilor în 2013 și 2024, atât în primul, cât și în ultimul său sezon ca membru al echipei. De asemenea, a terminat pe locul doi în Bundesliga de șapte ori în timpul celor doisprezece ani petrecuți la echipă și a fost căpitanul clubului din 2018 până în 2023. Reus a marcat peste 150 de goluri pentru Dortmund și este unul dintre cei trei jucători care au atins 100 de goluri și pase decisive în Bundesliga. A fost votat Fotbalistul Anului în Germania de două ori, precum și Jucătorul Sezonului în Bundesliga de trei ori. Cu peste 200 de goluri marcate de-a lungul carierei sale, Reus este considerat unul dintre cei mai eficienți mijlocași ai acestui secol, și unul dintre cei mai buni jucători din istoria lui Borussia Dortmund.
După ce contractul său cu Dortmund a expirat la sfârșitul sezonului 2023-24, Reus a semnat cu echipa LA Galaxy din Major League Soccer în august 2024, cu un contract până la sfârșitul anului 2026, părăsind Dortmund după doisprezece ani, precum și Germania pentru prima dată în cariera sa. La patru luni după ce a semnat cu Galaxy, Reus a câștigat Cupa MLS, primul său trofeu cu clubul.
Reus a reprezentat în 48 de ocazii echipa națională de fotbal a Germaniei. A reprezentat naționala la două turnee majore (Euro 2012 și Campionatul Mondial de Fotbal 2018), dar a ratat și trei Campionate Mondiale (2010, 2014, 2022) și două Campionate Europene (2016, 2020) din cauza accidentărilor.

## Palmares

### Club
Rot Weiss Ahlen
- Regionalliga: 2007–08

Borussia Dortmund
- DFL-Supercup: 2013, 2014, 2019

Finalist: 2012
- UEFA Champions League

Finalist: 2012–13, 2023-24
- DFB-Pokal: 2016–17, 2020–21

Finalist: 2013–14
LA Galaxy
- Cupa MLS: 2024[11]
- Conferința de Vest (MLS): 2024[12]

### Individual
- kicker Bundesliga Team of the Season: 2011–12, 2012–13, 2013–14
- Footballer of the Year in Germany: 2012
- Goal of the Month (Germany): ianuarie 2012,[14] iunie 2012,[15] septembrie 2012[16]
- UEFA Team of the Year: 2013
- Bundesliga top assists: 2013-14[17]
- Borussia Dortmund 'Player of the Year': 2013-14
- UEFA Champions League Team of the Season: 2013–14

## Legături externe
- German national team profile Arhivat în 29 octombrie 2013, la Wayback Machine. de
- de Marco Reus la fussballdaten.de
- Marco Reus at transfermarkt.de de
- Marco Reus pe site-ul National-Football-Teams.com
- Marco Reus pe site-ul FIFA (arhivat)
- Marco Reus – pe site-ul UEFA
- Marco Reus la Soccerbase
- ESPN Soccernet Profile[nefuncțională]